# Youtuber
Un youtuber és una persona que comparteix vídeos a la xarxa social YouTube i interacciona amb els seus subscriptors. Hi ha una gran varietat de youtubers, alguns d'ells publiquen vídeos de moda, d'altres de videojocs, de cuina o de música.

## Història
YouTube és una plataforma digital que permet compartir vídeos a través d'un lloc web que va ser creat el febrer de 2005 per tres extreballadors de l'empresa nord-americana PayPal, Chad Hurley, Jawed Karim que treballaven d’enginyers i Steve Chen, que feia de dissenyador.
Amb poc temps YouTube es va convertir en la pàgina web més visitada dels EUA i algunes xarxes socials van voler imitar la idea. A finals de 2006, Google va comprar l'empresa per un valor de 1650 milions de dòlars en accions, és a dir, 1557 milions d’euros aproximadament i va pactar amb companyies perquè compartissin els seus vídeos musicals a la plataforma digital. 
Diversos individus van emprendre la iniciativa de penjar diversos vídeos on apareixien explicant la seva vida personal i a poc a poc, aquestes persones van anar fent-se populars a la xarxa i van decidir publicar vídeos amb freqüència fins al punt que actualment, és considerat com a ofici, ja que les persones que ho fan obtenen diners ja bé sigui pel nombre de visualitzacions que té un vídeo -quantes més visites, més beneficis- o per la popularitat que afavoreix la facilitat de col·laborar amb empreses i fer publicitat. Val a dir, però, que YouTube és utilitzat principalment com a eina de difusió i de creació i per tant, és vist com una manera d’expressar-se i compartir, no simplement una font d'ingressos i popularitat.
No hi ha cap youtuber considerat com el primer, ja que va ser com un moviment que va sorgir del “no-res” principalment promogut per joves que volien mostrar les seves idees i emocions.Tot i que l'origen dels youtubers és incert, sabem que parteix d'un grup de gent amb la necessitat d'expressar-se i mostrar als altres allò que volen.
Cal remarcar que no tot el contingut de YouTube és de youtubers, sinó que la major part són vídeos musicals o d’empreses que volen donar a conèixer el servei que ofereixen. Alguns vídeos virals són el “Harlem Shake", a més, artistes com ara Justin Bieber, Lana del Rey o Park Jae-Sang i a nivell nacional, el cantant Xuso Jones s’han donat a conèixer gràcies a aquest espai.

## Tipus de vídeos
Indiferentment de un youtuber parla sobre videojocs, fan sketches o crítiques de cinema, hi ha una sèrie de vídeos comuns en la comunitat de YouTube que són els següents.

### Tag
El tag és un tipus de vídeo dels youtubers on es responen preguntes predeterminades sobre un tema concret i són penjats a YouTube perquè els subscriptors del canal puguin conèixer una mica més què els agrada.
Tot i que el significat de l’origen de la paraula tag aplicada a YouTube no ha sigut aclarida, en anglès vol dir “etiqueta”. A més, també es refereix al joc de persecució per a nens/es que en català s’anomena “el gat i la rata". Finalment, és un tipus de pregunta amb una estructura definida al final d'una oració que s'utilitza perquè l’interlocutor aclareixi amb una resposta el que es demana. Per a posar un exemple, una tag question seria: “Has llegit el llibre, no?”
Perquè hi hagi unes preguntes predeterminades, algú les ha d’haver creat anteriorment. Així doncs, els tags van creixent a mesura que els youtubers en van creant. Per exemple, si ha sortit una pel·lícula que s’ha fet molt popular, és probable que s’acabi fent un tag amb preguntes curtes que els youtubers responen. Cal dir que n'hi ha de temàtiques molt diverses: de pel·lícules, sèries de televisió, de menjar, de llibres...
Els book tags es basen en respondre preguntes predeterminades sobre un tema relacionat amb la literatura. Dins d’aquest, es troben molts tags, com ara el “Book Tag definitiu”.
1. Et mareges llegint al cotxe?
2. Quin autor té un estil únic per a tu i per què?
3. Harry Potter o Crepuscle?
4. Acostumes a portar motxilla? Què hi portes a dins, a part de llibres?
5. Acostumes a olorar els llibres?
6. Prefereixes els llibres amb il·lustracions o sense?
7. Un llibre que et va encantar al llegir-lo i que després vas descobrir que no t’agradava tant.
8. Tens alguna història divertida sobre algun llibre de la teva infància?
9. Llibre més curt de la teva estanteria
10. Llibre més llarg de la teva estanteria
11. Escrius? Et veus com a escriptor/a en un futur?
12. Quan vas començar a llegir?
13. Clàssic preferit?
14. A l'escola, t’anaven bé les classes d’art, llengua i literatura?
15. Si algú et regalés un llibre que ja has llegit i que vas odiar... què faries?
16. Quina saga similar coneixes a “Els jocs de la fam” o “Harry Potter” que sigui molt poc coneguda?
17. Un mal hàbit que a l’hora de gravar, a part d’enrollar-te com una persiana.
18. Quina és la teva paraula preferida?
19. Et consideres nerd, dork o dweeb?
20. Vampirs o fades? Per què?
21. Shapeshifters (en altres paraules, ser capaç de canviar de forma, mutables) o àngels? Per què?
22. Fantasmes o homes llop? Per què?
23. Zombies o vampirs? Per què?
24. Triangle amorós o amor prohibit?
25. I per acabar, prefereixes llibres d’amor o d’acció amb escenes romàtiques de per mig?

Les tres primeres parts de la saga de “Crepuscle” de Stephenie Meyer va sortir el 2008, i el 2012, a espera de la nova entrega del llibre i de l’adaptació cinematogràfica del segon llibre, va ser creat el tag de la saga, The Twilight Tag, aquest cop no per un youtuber sinó per algú que té un blog dedicat exclusivament a fer tags.
No obstant ara n’hi ha diverses versions, les preguntes del tag original són les següents:
1. Quin dels llibres és el teu preferit?
2. Quant de temps vas tardar a llegir-te els llibres?
3. Qui et va donar a conèixer els llibres?
4. Què anheles més: “Trenc d’Alba”, “Sol de Mitjanit” o la nova pel·lícula?
5. Com és el teu final de somni de la saga?
6. Qui és el teu vampir preferit?
7. Qui és el teu home llop preferit?
8. Quina és una de les teves cites preferides de la saga?
9. Quin va ser el teu moment preferit Bella-Edward?
10. Quin va ser el teu moment preferit Bella-Jacob?
11. Quina és la teva portada preferida?
12. Amb qui vols que estigui la Bella, amb l’Edward o el Jacob?
13. Estàs emocionat?
14. Què opines del repartiment de Lluna Nova?
15. L’aniràs a veure al cinema?
16. En quin llibre et va agradar més el personatge de la Bella?
17. En quin llibre et va agradar més el personatge de l’Edward?
18. En quin llibre et va agradar més el personatge del Jacob?

El tag de Goodreads és una sèrie de preguntes creades per Kayla, de Spiral Bookmark, que tenen la intenció d’informar al subscriptor sobre l'opinió de la pàgina web Goodreads. Aquest espai és una comunitat lectora on es poden seguir els llibres que llegeixen la resta d'usuaris, catalogar llibres en carpetes com ara llegits, pendents, abandonats... També es pot unir a grups de debat, informar-se sobre lectures i conèixer l'opinió que té la gent d'un llibre concret, això és possible principalment gràcies hi ha un sistema que permet que puntuïs els llibres amb estrelles (de 0 a 5) i ressenyar-los.
Així doncs, en aquesta web també es pot explorar i conèixer nous llibres, que la mateixa pàgina en recomani a partir de les lectures anteriors, veure les estadístiques dels llibres llegits i més ben valorats, apuntar-se a reptes de lectura on les metes se les posa, generalment, un mateix... També es poden afegir cites interessants d’algun autor, trobar en quines botigues comprar els llibres que busques, i fins i tot a vegades els autors/es que utilitzen la web són convidats per Goodreads, responen a les teves preguntes, fan discussions...
1. Quin és l’últim llibre que has llegit?
2. Quin llibre estàs llegint actualment?
3. Quin va ser l’últim llibre que vas posar a la llista de “pendents de llegir”?
4. Quin serà el pròxim llibre que llegeixis?
5. Utilitzes el sistema d’estrelles de Goodreads?
6. T’apuntes al repte de lectura d'aquest any?
7. Tens una llista de desitjos? (a Goodreads)
8. Quin llibre tens pensat comprar pròximament?
9. Tens alguna cita preferida?
10. Quins són els teus autors preferits?
11. Formes part d’algun grup?
12. Hi ha alguna pregunta que vulguis afegir a aquest tag? Exemples de creació d’aquesta pregunta que han fet els youtubers: -Cristina Leitón:[16] T’agradaria que es pugues votar amb mitges estrelles? -Papalbina:[17] Utilitzes el “challenge question”* (preguntes-repte) per fer peticions d’amistat?

### 50 coses sobre mi[18]
El tag “50 coses sobre mi” és el més creatiu perquè no parteix d'una estructura definida on hi ha una sèrie de preguntes determinades, sinó que el/la youtuber és lliure d’explicar les 50 coses que vulgui d'ell/a mateix/a. Tot i que el títol original en feia dir 50, molts youtubers en varien el nombre: n’expliquen 20, 30...

### Q&A[19]
Per altra banda, els vídeos on els seguidors poden fer les seves preguntes, són els anomenats Q&A (questions and answers) que en anglès vol dir preguntes i respostes. En aquests vídeos, una mostra de proximitat per part dels youtubers és ben clara, ja que apart de respondre als dubtes dels seus subscriptors, quan diuen la pregunta, acostumen a dir el nom de la persona que l’ha fet i la tracten de tu a tu, per eliminar l'efecte de separació i distinció que pot crear la pantalla.

### Unboxing[20]
Els unboxings són vídeos on els youtubers mostren la seva reacció al obrir un paquet que ha sigut enviat, normalment per empreses, però a vegades, per individuals com ara amics o subscriptors del canal. Aquests paquets contenen productes molt variats segons el tipus de canal, si per exemple el canal és de moda, el contingut podrà ser quelcom relacionat amb la roba.
Són els primers vídeos que van sorgir en el moviment youtuber i van escindir després en els hauls, vídeos on s’exposen els productes comprats en un temps determinat. Segons un article de la BBC, dels 25 canals més vistos a YouTube, 5 estan dedicats als unboxings.

### Challenge
Els challenges, que en anglès vol dir “reptes”, són vídeos tenen com a objectiu passar una estona divertida i tot i que són principalment reconeguts a YouTube, molta gent els fa pel seu compte i els penja a les seves xarxes socials, no necessàriament a YouTube.
Alguns d’aquests vídeos no tenen només la finalitat d’entretenir, sinó que també es fan amb un objectiu social. Per exemple, el repte de la galleda d’aigua gelada, més conegut com a Ice Bucket Challenge és una campanya publicitària impulsada per Corey Griffin que intenta conscienciar sobre la malaltia de l'esclerosis lateral amiotròfica i així també poder obtenir donacions per a la recerca i investigació d’aquesta malaltia degenerativa progressiva que afecta les neurones motores. El repte consisteix en tirar-se pel cap una galleda d’aigua glaçada (amb glaçons) per intentar empatitzar amb el que se sent al tenir la malaltia i finalment nominar a un màxim de 3 persones perquè també el facin.
Aquest repte ha demostrat el poder de difusió que té Internet, i sobretot de la gent reconeguda que el fa, ja que dona més popularitat al projecte. Aquest és el cas per exemple de youtubers com ara Wismichu i AuronPlay. De fet, com diu Wismichu en el seu Ice Bucket Challenge: “Se puede ayudar sin necesidad de haber un viral de por medio (...) Si queréis ayudar, hacerlo día a día, no por postureo26. (...) Me comprometo a donar todo lo que gane con este vídeo al igual que han hecho otros youtubers para donar a la causa”.
Un altre challenge amb causa social és el Condom challenge, que consisteix en omplir un condó d’aigua i tirar-se’l pel cap amb la finalitat que et quedi enganxat a la cara i quedi una forma graciosa. No obstant aquest contingut aparent de simple diversió, aquest projecte té un rerefons. Com diu Wismichu: “Os acordáis del Ice Bucket Challenge? Ese reto creado por apoyar a las víctimas de la esclerosis lateral amiotrófica? Bueno pues el Condom challenge es exactamente lo mismo señores, no llega con hacer también hay que donar (...) a ETS, las víctimas de enfermedades de transmisión sexual. Y yo he visto mucha gente haciendo este reto pero lo de donar se olvidan, así que yo no voy a ser así, yo voy a donar todo lo que genere este vídeo a esas víctimas y os invito a vosotros a hacer el reto (..) y a donar también." En ambdós vídeos, Wismichu, youtuber espanyol humorístic, defensa la causa per les malalties i les promou entre els seus seguidors/es.
Paral·lelament però, també hi ha challenges que com hem dit abans, tenen el mer objectiu d’entretenir. Un dels més coneguts és el Chubby Bunny Challenge, que consisteix en omplir-se la boca de núvols (llaminadures) i parlar amb el company/a fins que un dels dos escupin tots els núvols. Aquest repte va ser fet per Alexby, youtuber espanyol i Risto Mejide, presentadors de televisió, al programa d’Antena 3 “Al rincón”.

### Vlogs
Els vlogs o videovlogs són uns vídeos on es mostra el dia a dia del youtuber. Aquests vídeos són improvisats i pretenen mostrar la seva rutina o com és passar un dia amb ells.
Quan són dia rere dia, és a dir diaris, s’anomenen dailes. Normalment quan són dailes es pengen en un canal secundari per no barrejar-los amb els vídeos del seu canal oficial. Per exemple, Yellow Mellow, youtuber catalana, té el seu canal principal, YellowMellowMG i el secundari on penja els vlogs, Melomore.
Molts youtubers que no tenen necessàriament un canal secundari fan dailes quan arriba el Nadal, els anomenats vlogmas. I per altra banda, també es fan vlogs quan creuen que aquests tenen quelcom interessant a aportar, com ara quan van de vacances. Això ens porta als vídeos de viatges, que són uns vlogs a vegades finançats per empreses com ara hotels que volen promocionar els seus serveis. Alguns dels youtubers de viatges més coneguts a nivell internacional Jacksgap, dos joves amb un canal conjunt que pengen vídeos dels seus viatges i Alan Estrada amb el canal Alanxelmundo, jove mexicà que relata també les seves vivències en països de tot el món. A nivell nacional, la youtuber de moda, maquillatge i estil de vida María Cadepe, recentment ha començat a introduir-se en el món dels vlogs de viatges i els anomena “Cadepe World Trips”.

## Tipus de youtubers
Hi ha molts tipus de youtubers, a continuació en mencionem alguns i els tipus de vídeos relacionats amb els temes que tracten més rellevants.

### Estil de vida, moda i maquillatge
Normalment qui fa vídeos d’estil de vida, moda i maquillatge són noies, no obstant això, també hi haalgun noi que en fa com ara Joey Graceffa.
Com a youtubers internacionals d’aquest àmbit destaquem a Bethany Mota i Zoella, i d’espanyoles, a Grace de HappySunnyFlowers, Marta Riumbau i Dulceida. Aquestes noies acostumen a recomanar i donar consells de com dur a terme qualsevol activitat relativa al tema de moda, maquillatge i estil de vida segons la seva experiència i són anomenades gurus de bellesa i moda. En aquest context, un gurú és aquella persona que influeix en un grup d’especialistes experts, però aquest terme també adquireix el significat de mestre espiritual de l’hinduisme o alguna altra religió oriental.
Segons el diccionari online d’etimologia en anglès, la paraula prové de l’Hindi gooroo que el 1806 volia dir “mestre religiós”, del Sànscrit, idioma indoeuropeu de l'Índia i la llengua dels textos clàssics de l’hinduisme, és refereix a “ser honrat, mestre” i literalment “pes pesat” de l’arrel d'un idioma protoindoeuropeu, és a dir, de llengua extinta suposada com a aquella que originà totes les llengües indoeuropees. No és fins a partir de 1940 que la paraula pren el significat més generalitzat de “mentor”, i és registrada per primer cop amb el sentit “d’expert en quelcom” en l’anglès a partir de 1966 en referència a Marshall McLuhan, filòsof, erudit i professor canadenc. Tot seguit comentarem diversos vídeos que generalment fan els youtubers d’estil de vida, moda i maquillatge. 

#### Hauls
Haul és una paraula procedent de l’anglès amb un significat que ha anat evolucionant al llarg del temps. A la dècada de 1660, el mot s’utilitzava com a verb i feia referència a l’acte de “tirar”, però més tard, el 1776, va passar a significar “quelcom guanyat” degut segurament a que va adquirir un ús figuratiu de la quantitat de peix obtingut al llançar una xarxa. No obstant això, des de 1873 significa la distància en la que quelcom és transportat. I arran d’aquest significat que encara té avui dia, s’ha utilitzat per a referir-se a un tipus de vídeo que mostra tots els productes adquirits en una compra.
Així doncs, les youtubers mostren tot el que s’han comprat en un temps determinat i en fan una petita ressenya oral. Normalment decideixen fer el vídeo quan han acumulat un nombre considerable de productes amb la finalitat d’aconseguir un vídeo d'una durada d'un mínim de cinc minuts. Tanmateix, també és cert que la quantitat de productes que s’ensenyen depèn del youtuber, ja que cadascun es pot detenir més o menys en la descripció d'un producte. Així doncs, n’hi ha que simplement anomenen el que s’ha comprat i comenten si els agrada o no, i d'altres que en fan una anàlisi més detallada on narren les característiques principals, és a dir, la marca, el lloc on es pot aconseguir, els materials i el preu, mostren més àmpliament la seva opinió en vers el bé i fan comparacions amb altres productes similars. Perquè els subscriptors puguin fer-se una idea més completa del que es parla, els youtubers acostumen a mostrar els productes i a vegades fins i tot els proven en directe. Aquests vídeos on ensenyen al públic com els queda una peça de roba o qualsevol altre accessori, passen a anomenar-se try-on', que en anglès vol dir “provar-s’ho”. 
Els youtubers que fan vídeos de hauls són anomenats pels experts haulers, però a la pràctica, aquest terme no és utilitzat. Val a dir que els hauls provenen dels unboxings de productes tecnològics.
Els hauls els podem identificar perquè s’especifica en el títol del vídeo que ho és i a més a més, generalment es concreta quin tipus de productes es mostraran, per exemple, si és un haul de sabates, s’explicitarà en el títol. També en n'hi ha que es classifiquen segons la temàtica, per exemple, de la tornada a l’institut o de productes relacionats amb estacions de l’any. No obstant, també n’hi ha on no s’especifica el tipus de producte ni la temàtica del vídeo, però sí la botiga o marca dels béns, com ara, un haul de la botiga i marca H&M on podem trobar tant productes de bellesa com accessoris, sabates, elements de decoració o roba. Aquests hauls d'una marca en concret acostumen a ser promocionats per la mateixa marca de la que es parla per tal de fer-ne publicitat. És per aquesta raó que algunes fonts parlen de la publicitat enganyosa que es fa en alguns vídeos, pels falsos elogis dels youtubers que col·laboren amb marques. No obstant això, hi ha youtubers que asseguren mostrar la seva veritable opinió dels productes que reben i això fa que la majoria del jovent tingui confiança en ells i com a conseqüència, en els seus gustos i opinions. Per si no fos prou, quan varis youtubers mostren el mateix producte, els subscriptors acostumen a captar més la suposada importància i popularitat del producte i ho tenen en compte a l’hora de comprar-lo. Així doncs, es converteixen en model a seguir, en trendsetters, és a dir, persones que marquen tendència.
A més a més, també podem dir que els hauls tenen un públic més ampli que les revistes d’alt prestigi com ara Vogue perquè tot i que tinguin la mateixa funció, fer ressenyes de productes del mateix estil, els que es mostren en els vídeos acostumen a ser més assequibles que els proposats per les revistes internacionals. Els haulers estan guanyant molta força i poden minvar, en un futur, la de la industria de la revista de moda, maquillatge i estil de vida. Si ja hem esmentat alguns avantatges dels hauls respecte les revistes com ara la diferència de preu dels productes que es recomanen, la confiança que transmeten i la millora de visualització dels béns gràcies principalment als try-on, també cal remarcar que l’accés a la comunitat hauler és gratuït i per Internet, la qual cosa encara en facilita més la difusió.
Com els redactors i redactores de revistes de moda, maquillatge i estil de vida tant en paper com digitals, aquestes youtubers fan de coolhunters', és a dir, “buscadors de tendències” i també de trendsetters', en altres paraules, de “marcadors de tendències” i tenen una mateixa funció però es mostren més properes als seguidors.
Per altra banda, també cal rellevar que uns vídeos molt lligats als hauls, són els preferits del mes, on, com ja diu el mateix nom, es mostren els productes favorits d'un mes concret de l’any. A vegades, alguns youtubers introdueixen elements diferents als vistos fins al moment, com ara cançons o aliments.
Els lookbooks, que en anglès vol dir “portafolis de tendències”, són vídeos molt similars als try-on hauls, esmentats anteriorment, però que es diferencien d’ells perquè no fan una ressenya ni n’opinen, simplement es limiten a ensenyar com els queda posat. Generalment, es fan lookbooks per temporades i estacions de l’any i es van mostren idees de possibles outfits. Uns vídeos molt semblants als lookbooks són els how to wear', que en anglès vol dir “com” i que mostren com portar una peça de roba i crear diversos looks amb ells.

#### Tutorials
Els tutorials són vídeos on els youtubers ensenyen pas a pas com dur a terme una activitat que, almenys en l’àmbit que estem estudiant, acostuma a ser de maquillatge o de pentinats. Un tipus de tutorial concret és el get the look, que en anglès vol dir “aconsegueix l’aspecte” i on els youtubers proven d’aconseguir l'estil d'un famós en concret i en un vídeo relaten com aconseguir els outfits i maquillatge que els representen.
Així doncs, un altre tutorial molt conegut en el món de YouTube és el get ready with me, que en anglès vol dir “prepara’t amb mi” i on podem visualitzar com s’arreglen les youtubers per una ocasió en concret. Paral·lelament, hi ha uns vídeos anomenats routines, “rutines” en anglès, que acostumen a ser de matí (morning routine) o del vespre (night routine) i on les youtubers ens narren i a la vegada ens demostren com s’arreglen diàriament.
També comparteixen vídeos explicant què es portarà a la propera temporada i com combinar-ho. Les haulers acostumen a anomenar aquest tipus de vídeos amb el simple títol de “tendències” més el nom de l'estació i l’any en el que s’inspira.
Altrament, hi ha youtubers que barregen temes de moda, maquillatge i estil de vida amb la creativitat. Aquests acostumen a fer vídeos anomenats DIY, sigles de Do It Yourself, que en anglès vol dir “fes-ho tu mateix”. L’activitat consisteix en crear o personalitzar productes amb la finalitat de potenciar l’originalitat i obtenir productes dissenyats per nosaltres mateixos de baix cost. Podem dir que els vídeos DIY són tutorials, ja que et mostren pas a pas com crear allò que desitgem.

#### Altres vídeos
Per altra banda, també hi ha vídeos diferents als esmentats anteriorment, ja que se centren més en l'estil de vida i no tant en la moda i el maquillatge. Hi ha vídeos on les youtubers donen consells sobre temes que dels quals han viscut experiències, coneixements o idees pròpies. Aquests vídeos s’identifiquen amb el nom de “tips per...” i el nom del tema. Val a dir que hi ha tips molt diversos, com per exemple, com endreçar el teu armari, organitzar les teves tasques o aconsellar a dones embarassades sobretot si la youtuber en qüestió és mare.
D’estil de vida també hi ha altres vídeos que la majoria de youtubers fan, que són els tours, recorreguts per un lloc en concret on es va ensenyant al públic tot el que hi ha en aquell espai. Normalment són tours d’oficina, d’habitació i de cases. Aquests vídeos solen ser més llargs que de mitjana, ja que els youtubers es detenen a descriure minuciosament cada detall del lloc descrit. Principalment són vídeos que es graven perquè són molt demanats pels subscriptors, ja que aquests darrers volen conèixer una mica més el youtuber que segueixen.
Simultàniament, perquè el públic pugui entendre una mica més els seus gustos i costums, els youtubers graven vídeos ensenyant que hi ha a la seva bossa (what’s on my bag) que generalment va acompanyat d'una petita explicació del perquè porten allò o al mòbil (what’s on my mobile) on comparteixen les aplicacions que utilitzen.
A part dels tipus de vídeos de la comunitat de moda, maquillatge i estil de vida, també hi ha altres temes recurrents dels youtubers. Els tòpics acostumen a anar relacionats amb l'època de l’any, si per exemple és època de començar l’institut, els youtubers fan els típics vídeos anomenats back to school, que en anglès vol dir “tonada a l'escola” i on podem trobar contingut de tota mena: de material escolar, d’organització, d’outfits per a portar a classe. Altres temes poden ser el Halloween, temporada en la que fan vídeos de DIY de disfresses i de decoració. Al Nadal, on fan per exemple, vlogmas', que és una combinació de les paraules de l’anglès vlog i Christmas i vol dir videodiaris que graven explicant el dia a dia de les festes nadalenques.

### Booktubers
Els booktubers són aquells que parlen de llibres en els seus vídeos. Molts d’ells van començar tenint un blog per escrit a la plataforma digital Blogger i quan el fenomen YouTube es va fer evident, van passar a mostrar-se a la pantalla. No obstant això, generalment els qui anteriorment tenien un blog, l’han mantingut i continuen penjant escrits personals, reflexions i ressenyes. És el cas de Marina Redondo, que va crear el blog Huyamos a los libros el febrer de 2012 a la plataforma Blogger, però que va obrir el seu canal de YouTube també titulat Huyamos a los libros el juliol de 2014, el 2017 Marina va canviar el nom del seu blog i canal de YouTube a Marina Redondo. També és el cas de Cristina Leitón que el 2009 va crear blog Palabras como souvenir i el 2013 va obrir el seu canal de Youtube amb el nom de Cristina Leitón. Actualment Leitón té en actiu un canal de YouTube diferent, Miss Leitón.

#### Book hauls
Els book hauls, terme que prové de l’anglès i que com ja es pot interpretar pel mateix títol i relacionant-ho amb el que hem dit anteriorment, són vídeos normalment són publicats cada mes on es mostren tots els llibres adquirits, ja siguin comprats o regalats.
Per altra banda, IMM, sigles de In My Mailbox, que en anglès vol dir “el que hi ha al meu correu” té origen en el blog escrit Pop Culture Junkie on la bloguera creadora, Alea, penjava fotos del que havia rebut a la seva bústia de correu i a partir del qual feia recomanacions. Així doncs, d’aquesta idea van sorgir un conjunt de vídeos que reben el mateix nom, però que el seu significat ha evolucionat, ja que actualment, In My Mailbox són vídeos com ara book hauls.
Aquest fet ha generat molta confusió, ja que com podem comprovar, per exemple, en el canal Cajón de los girasoles, al principi als vídeos on ensenyava els llibres que adquiria, els anomenada IMM, però posteriorment -més concretament, a partir del juny de 2015- els passa a anomenar book hauls. Quan el terme IMM es va crear i va adquirir el significat que té actualment, s’utilitzava en la blogsfera, és a dir, als blogs per escrit. No obstant això, recentment, s’han influenciat pels youtubers que fan hauls i han acabat transportant el mot al seu espai, és a dir, anomenant concretament de que tractaran els seus hauls.

#### Wrap up[73]
Els wrap ups són els vídeos sobre llibres llegits durant el mes, on se’n fa una petit resum i valoració. Es diferencien dels book hauls i els IMM, perquè en aquests s’ensenyen els llibres un cop ja llegits.

#### TBR[74]
Un altre tipus de vídeo més minoritari són els TBR, sigles de To be Read en anglès, que en català vol dir “per a ser llegit”', i que consisteix en posar en una capseta els noms dels llibres que vols llegir i a l’atzar, agafar un paper i llegir el llibre que t’ha tocat. Tot i que l'origen era aquest, actualment es fan vídeos comentant els llibres que es volen llegir en un futur.

#### Reaccionant
Hi ha booktubers que graven vídeos de com reaccionen als tràilers d’adaptacions cinematogràfiques de llibres per mostrar la seva primera i real impressió d’aquests.

#### Ressenyes[76]
Les ressenyes, generalment d'un sol llibre, són els vídeos més freqüents de booktube. Les parts principals d’aquests vídeos són, primerament la introducció al vídeo, on el o la youtuber es presenta breument de nou i ens introdueix a l’argument de la lectura fen una sinopsis de l'obra, ja bé sigui una novel·la, un còmic, una antologia... A continuació, si la ressenya és extensa, es parla dels personatges i les seves característiques, barrejant-ho amb la seva opinió personal, fins que finalment exposen el seu albir i fan una valoració de tots els aspectes.
Una de les youtubers espanyoles que fa ressenyes “Los libros de Maria Antonieta”, qui a part de resumir l’argument del llibres extensament, fa una valoració i afegeix informació addicional com ara cites del mateix llibre, entrevistes a l’autor o notícies relacionades amb ell.
El diari nacional El País ha plantejat el debat de si els booktubers es podrien considerar com una nova generació de crítica literària que exposa les seves ressenyes en els canals de YouTube.

### Gamers
El gamer és tota aquella persona que juga i té especial interès per als videojocs. Aquest terme és doncs, utilitzat per anomenar als youtubers que fan vídeos compartint les seves partides de videojocs, els gameplays. Ambdues paraules, gamer i gameplay, són angleses i estan relacionades amb el joc, ja que gamer vol dir “jugador” i gameplay, “partida”. En català, s’ha traduït com a neologisme i pren el nom de videojugador, però aquest terme pràcticament no és utilitzat avui en dia.
Generalment, els gamers són nois, tot i que també hi ha noies com ara l’anomenada Fangs, amb afició pels videojocs i pengen vídeos cada setmana que tenen una durada aproximada de 30 minuts. Un dels gamers més conegut internacionalment és Piewdiepie, però a nivell nacional, Rubius OMG i Willyrex són els més coneguts. Alguns dels jocs més jugats són Call of Duty, és una sèrie de videojocs en els què el jugador és un shooter, és a dir, un assassí i el Minecraft, que és un videojoc independent d'un món inventat format per cubs.
Tot i que molts van començar jugant a videojocs de consoles com ara la Playstation, avui en dia, juguen principalment a jocs que és poden obtenir en els mateixos ordinadors des d’on, amb una webcam, graven els seus vídeos. Aquests, capturen en vídeo la pantalla durant el joc i per altra banda, van comentant el que va succeint.
Per a gravar els vídeos, els gamers utilitzen un software, com ara SrPlopGaming, que permeti gravar els gameplays amb les dues pantalles, la captura i la càmera web. No obstant això, a causa de l’alt preu d’aquests, una alternativa és enregistrar-ho per separat i després, amb un programa d’edició com ara l'iMovie, aconseguir que ambdues coincideixin quant a espaitemps.
Si passem a investigar les raons d’introducció dels seguidors al món dels gamers, veiem que molts mostraven interès en conèixer els trucs dels jocs i superar nivells aprenent dels “mestres”, que són els gamers. No obstant això, al cap del temps aquesta causa va evolucionar i va acabar transformant-se en una afició deslligada de la necessitat de millorar les tècniques en els videojocs, sinó més aviat en un passatemps. Els seguidors dels gamers no només miren els gameplays per descobrir estratègies, sinó que connecten amb el gamer i passen una bona estona divertint-se amb els comentaris graciosos i enginyosos.

### Humoristes
Alguns youtubers humorístics espanyols més coneguts són AuronPlay i Wismichu, populars principalment per a fer vídeos de crítica humorística com ara del videoclip de “los Burlaos”, grup de música rap de carrer del qual un dels components és Eduardo Garcia, actor que feia de Josemi a la sèrie televisiva Aquí no hay quien viva.
Per altra banda, també destacar a Andrea Compton, que va guanyar ràpidament popularitat a YouTube perquè ja era coneguda a la xarxa social Vine, aquella on pots penjar vídeos d'una durada màxima de 6 segons, i on compartia curts divertits. A YouTube, fa vídeos molt variats, però en cap perd el sentit de l’humor i la sàtira. De fet, ridiculitza els típics vídeos d’unboxing i, pactant amb botigues considerades de mala qualitat, ensenya els productes més estranys, inútils, dolents i absurds que ha trobat. A aquests vídeos els anomena "Mercadillos mix”.

## Creació d'un canal de YouTube
Mirar vídeos a YouTube, no requereix crear-se un compte, però per a compartir-ne, cal iniciar sessió amb un correu electrònic. Així doncs, un cop tens el compte creat i has iniciat sessió, pots clicar m’agrada i no m’agrada, comentar els vídeos públics o privats compartits amb tu i seguir canals. Com podeu observar a la següent fotografia, a la dreta de la part inferior del vídeo podeu clicar m’agrada (polze amunt) i no m’agrada (polze avall), i per comentar només cal escriure el que desitges a “Afegir un comentari públic...”. I per a seguir el canal, només cal clicar el botó vermell que apareix al costat de la foto de perfil que diu “Subscriu-te”.
A més, pots compartir els teus vídeos clicant el botó “pujar” que es troba a la part superior dreta de la pantalla. Llavors, només cal adjuntar el vídeo gravat i compartir-lo públicament, amb algú en concret o deixar-lo al núvol en privat, com es prefereixi. No obstant aquesta facilitat per a pujar un vídeo al núvol de YouTube, per a ser youtuber, cal tenir en compte alguns aspectes, tant de caràcter tècnic com d’organitzatiu. Així doncs, a continuació exposaré els que he considerat bàsics per a fer els vídeos.

### Aspectes tècnics
Per a poder penjar un vídeo a YouTube, primerament, s’ha de gravar i per això és essencial una càmera per a poder enregistrar la imatge i el so.
Molts youtubers utilitzen la lent sigma 30 mm f/ 1.4 perquè d'aquesta manera, el fons desenfocat i se centra l’atenció en els elements més propers. Generalment, els youtubers se situen en un lloc amb fons clar i ordenat però amb alguns punts de color que no despistin massa a l'espectador. Tenen la mateixa funció que un plató de televisió, però que el fet de ser una habitació causa sensació de més familiaritat i proximitat. 
Cal dir però, que no necessàriament per aconseguir un efecte de fons desenfocat i una bona qualitat d’imatge sigui necessari tenir aquest objectiu. Per exemple, Yellow Mellow, youtuber catalana nascuda a Vilanova i la Geltrú, utilitzada generalment la càmera Canon 600D i a vegades la Canon Powershot g7x amb l’objectiu Sigma 18-35mm f/1.8. A més, per a obtenir una bona qualitat de so, la youtuber utilitza un micro, el Yeti de Blue o Digital Spark.
El pla i l’angle en que es grava és quelcom a tenir en compte. El pla més utilitzat és el mitjà perquè al presentar el youtuber de cintura cap amunt, permet observar a l'espectador les emocions i expressions d’aquest. També cal afegir que principalment s’utilitzen angles normals, obtinguts imaginant una línia perpendicular a l’objectiu de la càmera, però algun youtuber trenca amb els convencionalismes i col·loca la càmera en un angle picat i amb objectius gran angulars causant així un efecte de profunditat enorme.
Per altra banda, per a fer l'edició del vídeo hi ha programes senzills com ara el mateix editor de vídeo YouTube, iMovie per a productes d'Apple i el Windows Movie Maker que es pot obtenir en els productes de Windows. Per altra banda, d'altres més especialitzats i professionals són el Sony Vegas, el Pinnacle, el Final Cut i el Adobe Premiere Pro CC -utilitzat per Yellow Mellow- que són de pagament.
Un cop gravat i editat, el vídeo ja està preparat per a ser penjat i cal posar un títol al vídeo representatiu.
A banda, al canal de YouTube es pot afegir una foto de perfil i un banner, que en anglès és la capçalera de la pàgina. El banner, ha de tenir una mida aproximada de 2560 x 1440 cm i un pes de màxim 4 MB. Finalment, cal afegir una descripció al canal per tal que qui hi entri, pugui fer-se una idea que pot trobar-hi.

### Política de YouTube
Per a poder activar la monetització del canal de YouTube, cal anar a la pestanya “Obtenció d’ingressos” que es troba a la configuració del canal, fer clica a “activar el programa d’obtenció d’ingressos al meu compte”. Cal tenir en compte que els vídeos han de complir els criteris per rebre els ingressos associant els comptes de YouTube amb els d'AdSense, el sistema de l'empresa Google que permet guanyar diners amb l’habilitació d’anuncis.
Google ofereix dues plataformes que van lligades entre elles, Google Adwords i Google Adsense. La primera, permet als individuals o empreses posar anuncis en webs o vídeos de YouTube, ja que aquesta forma part de Google, i la segona és habilitada per aquells que busquen posar publicitat a les seves webs o vídeos. Així doncs, aquells que hagin demanat anuncis per a les seves pàgines a canvi d'una remuneració, començaran a formar part de la Google Display Network, xarxa de Google Adwords on es busquen els llocs webs o vídeos adequats segons les peticions dels anunciants, que normalment són la temàtica, l'edat i el sexe del públic. 
Per exemple, actualment (desembre 2017) es pot veure que la cadena de restaurants McDonalds posa anuncis als canals dels i les youtubers espanyols/es més coneguts/des com ara Dulceida i Yellow Mellow. Cal apuntar que els anuncis es surten abans de poder reproduir el vídeo, i es poden passar al cap d'uns segons, a més, si es clica a sobre de l’anunci, un hipervincle et dirigeix directament a la seva pàgina web.
Si un vídeo no té visites, l’anunciant no ha de pagar, ja que ningú ha pogut conèixer el producte que ofereix. A més, la remuneració dels propietaris de webs o vídeos, en aquest cas dels youtubers', varia segons el numero de visites, clics a l’anunci i popularitat del lloc. Segons alguns youtubers com ara ElvisaYomastercard, youtuber espanyol, amb un vídeo de 1.000.000 reproduccions es guanyen uns 200 euros.
Un cop el canal és conegut, hi ha sponsors, que en anglès són patrocinadors, que a canvi d'una remuneració demanen que es parli productes en els vídeos. Alguns youtubers es limiten a comentar la seva opinió del producte o servei en qüestió però d'altres, fan un vídeo més enginyós i creatiu.
Per altra banda, la música amb copyright, que en anglès són els drets d’autor, pot ser utilitzada per als vídeos si es paga una quantitat a l’autor. No obstant això, si no es vol gastar diners en la música, la mateixa empresa de Google, ofereix una llibreria amb una varietat de música sense copyright que es pot utilitzar, el YouTube Audio Library. Si es penja algun vídeo que conté material protegit per drets d’autor i aquest ha sigut detectat, s’enviarà una reclamació de Content ID al propietari del vídeo per part de les empreses o individuals posseïdors del contingut copiat.